# Hypodryas nigrofasciata
Hypodryas nigrofasciata är en fjärilsart som beskrevs av Lingonblad 1944. Hypodryas nigrofasciata ingår i släktet Hypodryas och familjen praktfjärilar. Inga underarter finns listade i Catalogue of Life.